# Aegomorphus nearnsi
Aegomorphus nearnsi es una especie de escarabajo longicornio del género Aegomorphus,  subfamilia Lamiinae. Fue descrita científicamente por Martins & Galileo en 2010.
Se distribuye por Bolivia. Mide 15,3 milímetros de longitud.